# Melobesia marginata
Melobesia marginata Setchell & Foslie in Foslie, 1902  é o nome botânico de uma espécie de algas vermelhas pluricelulares do gênero Melobesia, subfamília Melobesioideae.
- São algas marinhas encontradas na América do Norte (Columbia Britânica, Califórnia, Oregon, Washington e Baixa Califórnia) e na América do Sul (Equador, Ilhas Galápagos e Peru).

## Sinonímia
- Não apresenta sinônimos.